# Harry Paulet, 6. Duke of Bolton

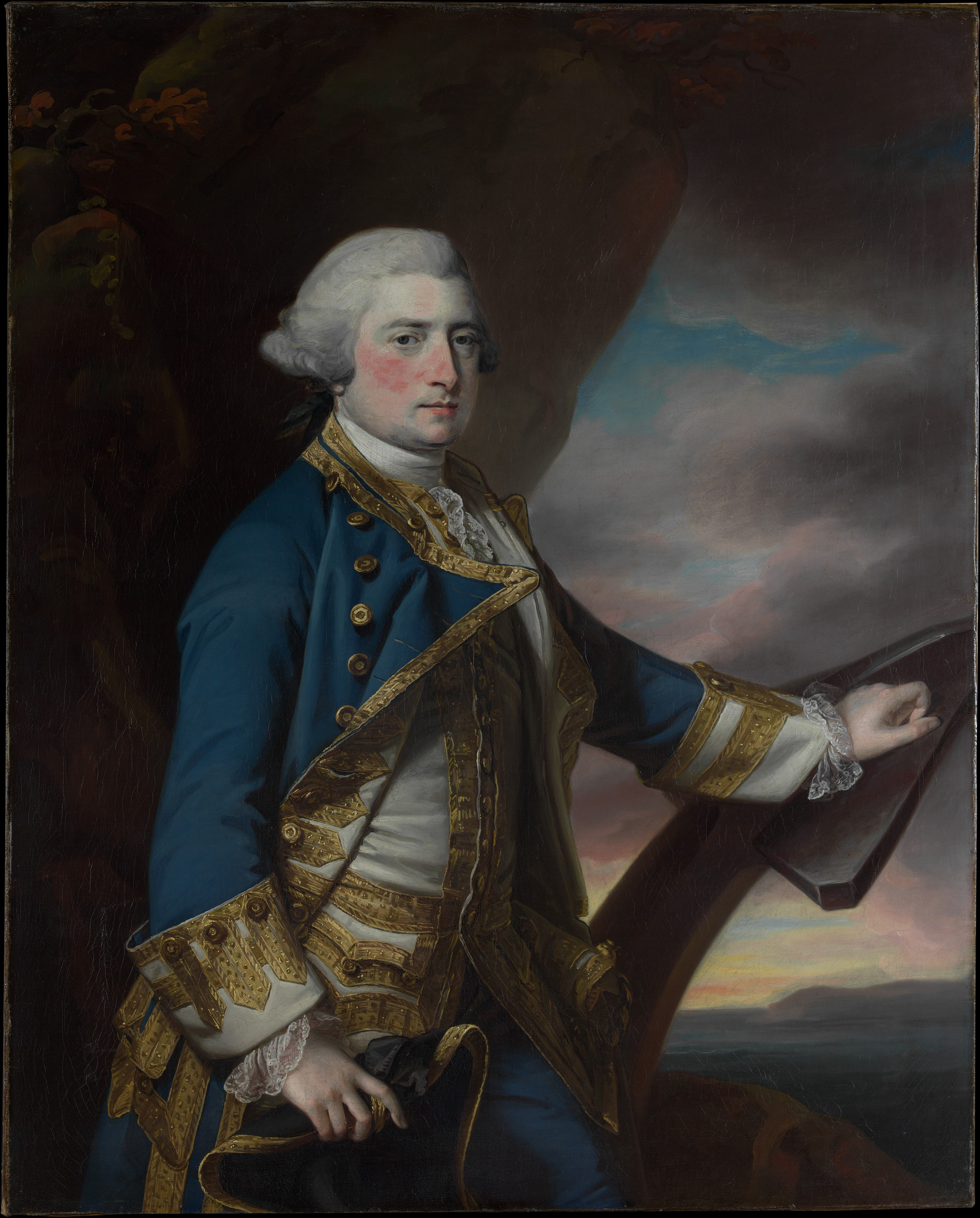
Charles Paulet, 5. Duke of Bolton

Charles Paulet, 5. Duke of Bolton (auch Harry Powlett, * 6. November 1720; † 25. Dezember 1794 in Hackwood, Hampshire) war ein britischer Admiral Peer und Politiker.

## Familie
Er war der jüngere Sohn des Harry Powlett, 4. Duke of Bolton und der Catherine Parry. Als jüngerer Sohn eines Duke führte er ab 1754 die Höflichkeitsanrede Lord Harry Powlett.
Er besuchte das Winchester College, trat in die Royal Navy ein und wurde 1739 in den Dienstrang eines Lieutenant befördert. 1741 kämpfte er bei der Belagerung von Cartagena. 1743 wurde er in den Rang eines Captain, 1756 zum Rear-Admiral und 1756 zum Vizeadmiral, 1770 zum Admiral of the Blue und 1775 zum Admiral of the White befördert.
Erstmals 1751 wurde er als Abgeordneter in das House of Commons gewählt. Er gehörte dem Unterhaus von 1751 bis 1754 als Abgeordneter für das Borough Christchurch, 1755 bis 1761 für Lymington und 1761 bis 1765 für Winchester an. Er gehörte zur Partei der Whigs. Beim Tod seines Bruders Charles erbte er 1765 dessen Adelstitel als 6. Duke of Bolton, erhielt damit einen Sitz im House of Lords und schied aus dem House of Commons aus.
1766 wurde er in den Kronrat (Privy Council) aufgenommen. Er hatte von 1766 bis 1770 und von 1782 bis 1791 das Amt des Gouverneurs der Isle of Wight inne. 1767 war er Vice-Admiral von Hampshire und Dorset und von 1782 bis 1794 Lord-Lieutenant von Hampshire.
In erster Ehe hatte er am 7. Mai 1752 in London Mary Nunn geheiratet, mit der er eine Tochter hatte:
- Lady Mary Henrietta Paulet († 1779) ⚭ John Montagu, 5. Earl of Sandwich.

In zweiter Ehe heiratete er am 8. April 1765 in London Katherine Lowther, mit der er zwei Töchter hatte:
- Lady Amelia Paulet († jung);
- Lady Catherine Margaret Paulet (1766–1807) ⚭ William Vane, 1. Duke of Cleveland.

Er starb am 25. Dezember 1794 auf seinem Anwesen Hackwood Park in Hampshire und wurde am 2. Januar 1795 in Basing bestattet. Da er keine Söhne hatte, erlosch das Dukedom of Bolton mit seinem Tod. Seine übrigen älteren Adelstitel fielen an seinen Onkel vierten Grades, George Paulet (1722–1800) als 12. Marquess of Winchester.